# Chiavennite
La chiavennite è un minerale.